# Wouter Brouwer
Wouter Brouwer (ur. 10 sierpnia 1882 w Amsterdamie, zm. 4 maja 1961 tamże) – holenderski szermierz, złoty medalista mistrzostw świata.
Podczas mistrzostw świata w Hadze w 1923 roku (oficjalnie zawody tego cyklu rozgrywane są pod tą nazwą dopiero od 1937) wywalczył złoty medal w szpadzie indywidualnej, wyprzedzając rodaka, Adrianusa de Jonga i Francuza Rogera Ducreta.
Na igrzyskach olimpijskich w Antwerpii w 1920 roku odpadł w pierwszej rundzie floretu indywidualnego i drużynowego. Ponadto w szabli indywidualnej odpadł w pierwszej rundzie, a w szpadzie indywidualnej dotarł do ćwierćfinałów. Na rozgrywanych cztery lata później igrzyskach olimpijskich w Paryżu startował w szpadzie, zarówno indywidualnie, jak i drużynowo docierając do ćwierćfinałów. Brał też udział w igrzyskach olimpijskich w Amsterdamie w 1928 roku, gdzie we florecie drużynowym odpadł w ćwierćfinałach.